# De Smurfen (stripreeks)
De Smurfen (Frans: Les Schtroumpfs) is een Belgische stripreeks, bedacht door Peyo en Yvan Delporte. Na het overlijden van Peyo nam zijn zoon Thierry Culliford de supervisie over.

## Geschiedenis
De reeks begon als een spin-off van  een andere strip van Peyo, Johan en Pirrewiet, waarin de Smurfen een bijrol hadden gekregen in het verhaal De fluit met zes smurfen (1958) en enkele latere avonturen. In 1959 maakten de Smurfen hun eerste verschijning als zelfstandige stripreeks. Hun eerste avontuur werd als bijlage bij Spirou gegeven. Dit idee kwam van Yvan Delporte, die later betrokken bleef bij alles wat met de Smurfen te maken had. Hij verfijnde de Smurfentaal en verzon namen voor enkele Smurfen. Zijn idee bestond uit het uitgeven van boekjes voor de reeks mini-récits waarbij het verhaal op een grote pagina werd afgedrukt en door de lezer gevouwen en geknipt moest worden tot een klein boekje van 44 pagina's. Die vormen het begin van de stripavonturen van de Smurfen, maar ze vormen geen onderdeel van de echte stripreeks. In het totaal verschenen zes van deze kleine verhalen: Les schtroumpfs noirs, Le voleur de schtroumpfs, L'œuf et les Schtroumpfs, Le Faux Schtroumpf, La Faim des Schtroumpfs en Le Centième Schtroumpf. De zes verhaaltjes werden later hertekend op een groter formaat en zijn in die vorm opgenomen in de feitelijke stripreeks. Het eerste verhaal op het normale formaat was Smurfonie in ut.
In 1992 overleed Peyo. Het laatste Smurfen-album waar hij aan meewerkte, was De Geldsmurf. Na Peyo's dood gingen Nine, zijn weduwe en inkleurster, tezamen met zoon Thierry zich over de reeks ontfermen.

### Tekenfilms
Het succes van de Smurfen werd wereldwijd door de tekenfilms die door Hanna-Barbera werden gemaakt.

### Uitgeverijen
De Smurfen werden eerst uitgegeven bij Dupuis, maar vanaf De Vliegsmurf werden de albums uitgegeven bij Cartoon Creation. Vanaf De Geldsmurf werden de nieuwe albums en de albums van Cartoon Creation bij Le Lombard uitgegeven. Sinds het album Een kind bij de Smurfen (2008) worden de nieuwe albums uitgegeven door de Standaard Uitgeverij. De albums van alle vorige uitgeverijen worden bij deze uitgeverij heruitgegeven met een opgefriste cover en herziene belettering. In het Frans blijven de albums echter uitgegeven worden bij Le Lombard. De erfgenamen van Peyo kozen voor het Nederlands echter voor een andere uitgever omdat de overkoepelende vertaler van o.a. Dupuis en Le Lombard, Balloon Books, volgens hen niet genoeg publiciteit maakte voor de reeks.

## Omschrijving

Fresco van Smurfen in de stripreeks-stijl

Hoofdfiguren in deze stripreeks zijn de blauwe dwergjes met hun grote witte muts. Van uiterlijk lijken ze allemaal op elkaar, maar hebben elk hun eigen karakter. Ook spreken ze een vreemde taal waarin heel wat woorden zijn vervangen door het woord smurf of gesmurft, dat heet de Smurfentaal. Er is ook een leider, de Grote Smurf. Hij leidt het blauwe volkje een vredig en gelukkig bestaan. 
Soms wordt het Smurfendorp geterroriseerd door de gemene tovenaar Gargamel, die de Smurfen het liefst allemaal wil uitroeien.

## Personages
In het verhaal De Honderdste Smurf wordt gezegd dat er 100 Smurfen zijn. In latere verhalen komen daar nog de Smurfin, Sassette, Babysmurf en Wilde Smurf bij. Van de 100 oorspronkelijke Smurfen zijn er meer dan 90 die intussen een eigen naam hebben gekregen. Elke Smurf heeft een eigen karakter die meestal een uitvergroting is van één typische menselijke eigenschap. Veel van deze Smurfen werden bedacht door Yvan Delporte.
Naast de Smurfen komen er ook vaak mensen en dieren aan bod in de verhalen. Zo zijn er o.a. Gargamel met zijn kat Azraël, magiër Homnibus en de hond Puppy.

## Smurfenalbums

### Hoofdreeks
De eerste 13 albums werden oorspronkelijk uitgegeven bij Dupuis, de nummers 14, 15 en 16 bij Cartoon Creation en de nummer 17 tot en met 25 bij Le Lombard. Van album 26 tot en met 38 was Standaard Uitgeverij de uitgeverij van De Smurfen in het Nederlandstalig gebied. Standaard Uitgeverij veranderde de titel en omslag van album 15 helemaal. De recentste versie van album 15, Luilaksmurf heeft slaap, bevat ook één ander verhaal ten opzichte van de oude versie. In 2020 ging de reeks naar Ballon Media, maar omdat kort na de wissel Standaard Uitgeverij en Ballon Comics fusioneerden, bleef de reeks alsnog onder de naam van fusiebedrijf Standaard Uitgeverij verschijnen. De reeks kreeg wel een nieuwe hoofding.
Tussen 2013 en 2016 bracht Dupuis de eerste dertien albums samen in een Franse integrale reeks, met een dossier in elke integraal. In 2018 bracht Standaard Uitgeverij hiervan een vertaling uit.
| Nummer | Titel                            | Oorspronkelijke titel                    | Schrijver(s)                          | Tekenaar(s)                      | Jaartal |
| ------ | -------------------------------- | ---------------------------------------- | ------------------------------------- | -------------------------------- | ------- |
| 1      | De zwarte Smurfen                | Les Schtroumpfs noirs                    | Yvan Delporte, Peyo                   | Peyo                             | 1963    |
| 2      | De Smurführer                    | Le Schtroumpfissime                      | Yvan Delporte, Peyo                   | Peyo                             | 1965    |
| 3      | De Smurfin                       | La Schtroumpfette                        | Yvan Delporte, Peyo                   | Peyo                             | 1967    |
| 4      | Het ei en de Smurfen             | L'Œuf et les Schtroumpfs                 | Yvan Delporte, Peyo                   | Peyo                             | 1968    |
| 5      | De Smurfen en de krwakakrwa      | Les Schtroumpfs et le Cracoucass         | Peyo, Gos                             | Peyo, Gos                        | 1969    |
| 6      | De Ruimtesmurf                   | Le Cosmoschtroumpf                       | Peyo, Yvan Delporte, Gos              | Peyo                             | 1970    |
| 7      | De Leerlingsmurf                 | L'Apprenti Schtroumpf                    | Peyo                                  | Peyo                             | 1971    |
| 8      | Dat moet je smurfen!             | Histoires de Schtroumpfs                 | Peyo, Yvan Delporte                   | Peyo                             | 1972    |
| 9      | Smurfe koppen en koppige Smurfen | Schtroumpf Vert et Vert Schtroumpf       | Peyo, Yvan Delporte                   | Peyo                             | 1973    |
| 10     | Smurfensoep                      | La Soupe aux Schtroumpfs                 | Peyo, Yvan Delporte                   | Peyo                             | 1976    |
| 11     | De Olympische Smurfen            | Les Schtroumpfs Olympiques               | Peyo                                  | Peyo                             | 1983    |
| 12     | De Babysmurf                     | Le Bébé Schtroumpf                       | Peyo                                  | Peyo                             | 1984    |
| 13     | De Smurfjes                      | Les P'tits Schtroumpfs                   | Peyo                                  | Peyo                             | 1988    |
| 14     | De Vliegsmurf                    | L'Aéroschtroumpf                         | Peyo                                  | Peyo                             | 1990    |
| 15     | Een kusje voor de Smurfin*       | -                                        | Peyo                                  | Peyo                             | 1991    |
| 15     | Luilaksmurf heeft slaap*         | L'Étrange Réveil du Schtroumpf           | Peyo                                  | Peyo                             | 2012    |
| 16     | Babysmurf wil een beer           | -                                        | Peyo                                  | Peyo                             | 1991    |
| 17     | De Geldsmurf                     | Le Schtroumpf Financier                  | Peyo, Thierry Culliford               | Peyo, Alain Maury, Luc Parthoens | 1992    |
| 18     | De juwelensmurfer                | Le Schtroumpfeur de bijoux               | Luc Parthoens, Thierry Culliford      | Alain Maury                      | 1994    |
| 19     | Dokter Smurf                     | Docteur Schtroumpf                       | Luc Parthoens, Thierry Culliford      | Alain Maury                      | 1996    |
| 20     | De Wilde Smurf                   | Le Schtroumpf sauvage,                   | Luc Parthoens, Thierry Culliford      | Alain Maury                      | 1998    |
| 21     | De Smurfendreiging               | La Menace schtroumpf                     | Luc Parthoens, Thierry Culliford      | Alain Maury                      | 2000    |
| 22     | Alles smurft vanzelf             | On ne schtroumpfe pas le progrès         | Philippe Delzenne, Thierry Culliford  | Ludo Borecki, Pascal Garray      | 2002    |
| 23     | De Reportersmurf                 | Le Schtroumpf reporter                   | Luc Parthoens, Thierry Culliford      | Ludo Borecki                     | 2003    |
| 24     | De goksmurfen                    | Les Schtroumpfs joueurs                  | Luc Parthoens, Thierry Culliford      | Ludo Borecki                     | 2005    |
| 25     | Smurfensalade                    | Salade de Schtroumpfs                    | Luc Parthoens, Thierry Culliford      | Ludo Borecki, Jeroen De Coninck  | 2006    |
| 26     | Een kind bij de Smurfen          | Un enfant chez les Schtroumpfs           | Miguel Díaz Vizoso, Thierry Culliford | Jeroen De Coninck                | 2008    |
| 27     | Het boek dat alles weet          | Les Schtroumpfs et le Livre qui dit tout | Alain Jost, Thierry Culliford         | Pascal Garray                    | 2008    |
| 28     | Het Smurfenparadijs              | Schtroumpf les Bains                     | Alain Jost, Thierry Culliford         | Pascal Garray                    | 2009    |
| 29     | De Grote Smurfin                 | La Grande Schtroumpfette                 | Alain Jost, Thierry Culliford         | Pascal Garray                    | 2010    |
| 30     | De gouden boom                   | Les Schtroumpfs et l’Arbre d’or          | Alain Jost, Thierry Culliford         | Pascal Garray                    | 2011    |
| 31     | De Politiesmurfen                | Les Schtroumpfs de l'ordre               | Alain Jost, Thierry Culliford         | Jeroen De Coninck                | 2012    |
| 32     | De Smurfen in Pililut            | Les Schtroumpfs à Pilulit                | Alain Jost, Thierry Culliford         | Pascal Garray                    | 2013    |
| 33     | Gargamel is verliefd             | Les Schtroumpfs et l'Amour Sorcier       | Alain Jost, Thierry Culliford         | Jeroen De Coninck                | 2014    |
| 34     | De Smurfenheld                   | Schtroumpf le héros                      | Alain Jost, Thierry Culliford         | Jeroen De Coninck, Miguel Díaz   | 2015    |
| 35     | De Smurfen en de halfgeest       | Les Schtroumpfs et le demi-génie         | Alain Jost, Thierry Culliford         | Jeroen De Coninck, Miguel Díaz   | 2016    |
| 36     | De Smurfen en de paarse bonen    | Les Schtroumpfs et les haricots mauves   | Alain Jost, Thierry Culliford         | Pascal Garray                    | 2017    |
| 37     | De dappere draak                 | Les Schtroumpfs et le dragon du lac      | Alain Jost, Thierry Culliford         | Jeroen De Coninck, Miguel Díaz   | 2018    |
| 38     | De droommachine                  | Les Schtroumpfs et la machine à rêver    | Alain Jost, Thierry Culliford         | Jeroen De Coninck, Miguel Díaz   | 2019    |
| 39     | De vlucht van de ooievaars       | Les Schtroumpfs et le vol des cigognes   | Alain Jost, Thierry Culliford         | Miguel Díaz Vizoso               | 2020    |
| 40     | De witte storm                   | Les Schtroumpfs et la tempête blanche    | Alain Jost, Thierry Culliford         | Alain Maury                      | 2021    |
| 41     | De verloren kinderen             | Les Schtroumpfs et les enfants perdus    | Alain Jost, Thierry Culliford         | Miguel Díaz Vizoso               | 2022    |
| 42     | Gargamel de Smurfenvriend        | Gargamel, l'ami des Schtroumpfs          | Alain Jost, Thierry Culliford         | Alain Peral                      | 2023    |
| 43     | De tovermantel                   | Les Schtroumpfs et la cape magique       | Alain Jost, Thierry Culliford         | Miguel Díaz Vizoso               | 2024    |

*: Een kusje voor de Smurfin werd niet in het Frans uitgegeven. De Franstalige nummer 15, L'Étrange Réveil du Schtroumpf paresseux, bevat enkele verhalen uit Een kusje voor de Smurfin en Babysmurf wil een beer. Hierdoor bevat de Nederlandstalige reeks een album meer dan de Franstalige. De Franstalige nummer 15 bevat wel dezelfde verhalen als het later album Luilaksmurf heeft slaap.

#### Smurfenstreken
In deze reeks verschenen vijf albums met 44 gags van één pagina lang. Ze hebben geen specifieke titel.
| Nummer | Titel            | Oorspronkelijke titel | Schrijver | Tekenaar | Jaartal |
| ------ | ---------------- | --------------------- | --------- | -------- | ------- |
| 1      | Smurfenstreken 1 | Schtroumpferies 1     | Peyo      | Peyo     | 1994    |
| 2      | Smurfenstreken 2 | Schtroumpferies 2     | Peyo      | Peyo     | 1996    |
| 3      | Smurfenstreken 3 | Schtroumpferies 3     | Peyo      | Peyo     | 1997    |
| 4      | Smurfenstreken 4 | Schtroumpferies 4     | Peyo      | Peyo     | 1999    |
| 5      | Smurfenstreken 5 | Schtroumpferies 5     | Peyo      | Peyo     | 2001    |

#### Reclameuitgaven
- Het Rode Kruis en de Smurfen (promotie Rode Kruis, 1996)
- De smurf uit de ruimte (promotie Fristi/Cécémel, 1996)
- De ballonnensmurfer/De neefjes van de smurfen (promotie Fristi/Cécémel, 1996)
- De papieren smurfen (promotie Super M. Mestdagh, 1996)
- De Smurfosaurus (promotie Super M. Mestdagh, 1996)
- Een gouden oorkonde (promotie Bpost/Belgisch Centrum voor het Beeldverhaal, 2008)

#### De Smurfen en het verloren dorp
Deze stripreeks startte in 2017, naar aanleiding van de gelijknamige film uit dat jaar. De reeks bouwt ook verder op deze film, met de toen geïntroduceerde meisjes. In eerste instantie werd alleen het eerste album vertaald van het Frans naar het Nederlands, zonder aanduiding van een reeks. Na de fusie van Standaard Uitgeverij en Ballon Comics in 2020 werd de reeks alsnog verdergezet in het Nederlands.
| Nummer | Titel                            | Oorspronkelijke titel               | Schrijver(s)                                 | Tekenaar(s)                                                         | Jaartal |
| ------ | -------------------------------- | ----------------------------------- | -------------------------------------------- | ------------------------------------------------------------------- | ------- |
| 1      | De Smurfen en Het verloren dorp  | La Forêt interdite                  | Alain Jost, Luc Parthoens, Thierry Culliford | Alain Maury, Jeroen De Coninck, Miguel Díaz Vizoso, Laurent Cagniat | 2017    |
| 1      | Het verboden woud                | La Forêt interdite                  | Alain Jost, Luc Parthoens, Thierry Culliford | Alain Maury, Jeroen De Coninck, Miguel Díaz Vizoso, Laurent Cagniat | 2023    |
| 2      | Het verraad van Smurfbloesem     | La Trahison de Bouton d'Or          | Luc Parthoens, Thierry Culliford             | Alain Maury                                                         | 2018    |
| 3      | De raaf                          | Le Corbeau                          | Luc Parthoens, Thierry Culliford             | Alain Maury                                                         | 2019    |
| 4      | Een nieuw begin                  | Un nouveau départ                   | Luc Parthoens, Thierry Culliford             | Laurent Cagniat                                                     | 2020    |
| 5      | De staf van Smurfwilgje          | Le Bâton de saule                   | Luc Parthoens, Thierry Culliford             | Laurent Cagniat                                                     | 2022    |
| 6      | Het dolende eiland               | L'île vagabonde                     | Luc Parthoens, Thierry Culliford             | Laurent Cagniat                                                     | 2023    |
| 7      | Het land van de smurfende stenen | Le Pays des Pierres schtroumpfantes | Luc Parthoens, Thierry Culliford             | Laurent Cagniat                                                     | 2024    |

### Overige reeksen

#### Smurfen-Miniboekjes
In deze reeks verschenen 9 delen. De afmetingen zijn 13,8 x 12,8 cm. Ze zijn uitgegeven door Dupuis in de jaren 1982 en 1983.
1. De Smurfentaart
2. De Smurfin en de maan
3. De Omgekeerde Smurf
4. De Vliegende Smurf
5. De Valse Smurf
6. De Zwerfsmurf
7. De Smurf en de tuurlifoon
8. De Smurf en de weermachine
9. De Leerling-Toversmurf

#### Peuterboeken
Uitgebracht in 1983.
1. De Smurfen aan zee
2. De Smurfen in de regen
3. De Smurfen in de sneeuw
4. De Smurfen in het bos

#### TV-Smurfen
Uitgebracht in 1983 en 1984.
1. De Supersmurf
2. Gargamel en de fonkelstenen
3. Een zwarte dag voor de Lolsmurf
4. De roze bril

#### Vier verhalen van de Smurfen
De drie delen uit deze reeks uit 1991 bevatten elk 4 verhalen. Ze zijn uitgegeven door Kidpress en hebben een kaft met blauw als basiskleur.
1. Het wegwezen poeder
2. Het blauwe konijntje
3. Het Smurfenpretpark

#### Baby Smurf
De twee delen uit deze reeks werden uitgebracht in 2008, bevatten telkens twee verhalen die draaien rond Babysmurf.
1. Eerste avonturen
2. Leuke avonturen

#### Eerste stripverhaaltjes om zelf te lezen
Reeks gericht op kinderen die net beginnen lezen, uitgebracht sinds 2021.
1. De smurf die bang is in het donker
2. De smurf bij wie alles misloopt
3. De Smurf die alleen maar taartjes lust
4. De Smurf die alles oneerlijk vindt
5. Smurfin is een Smurf zoals alle anderen
6. De Smurf die zijn afval overal achterlaat

### In de reeksJohan en Pirrewiet
9.  De fluit met zes smurfen (1960)
10. De oorlog der 7 bronnen (1961)
12. Het onzalige land (1964)
13. De hekserij van Bozerik (1970)
14. De Horde van de Raaf (1994)
16. De nacht van de magiërs (1998)

### Onvertaalde reeksen

#### Mini-récits
De eerste reeks van de Smurfen, getekend op klein formaat. Later werden deze verhaaltjes hertekend en opgenomen in de reguliere reeks. Ze verschenen niet in het Nederlands. In 2008 bracht de krant Le Soir ze opnieuw uit. In 2004 bracht uitgeverij Niffle de eerste twee opnieuw uit in een speciaal koffertje met wat extra info. Hieronder staat een lijst van de 6 verhalen.
1. Les schtroumpfs noirs (1959)
2. Le voleur de schtroumpfs (1959)
3. L'œuf et les Schtroumpfs (1960)
4. Le Faux Schtroumpf (1961)
5. La Faim des Schtroumpfs (1961)
6. Le Centième Schtroumpf (1962)

#### 120 blagues et autres surprises
Vijf albums met korte gags en tekeningen. Ze werden niet vertaald in het Nederlands en hebben geen specifieke titel.

#### L'univers des Schtroumpfs
Bundeling van korte verhalen, enkel in het Frans verkrijgbaar.
1. Gargamel et les Schtroumpfs (2011)
2. Noël chez les Schtroumpfs (2012)
3. Sacrée Schtroumpfette (2013)
4. Des monstres et des Schtroumpfs (2014)
5. Les Schtroumpfs fêtent Halloween (2014)
6. Les Schtroumpfs font du sport (2015)
7. Les Schtroumpfs en vacances (2016)

#### Les schtroumpfeurs de flûte
Ter ere van de vijftigste verjaardag van de Smurfen verscheen in 2008 het album Les schtroumpfeurs de flûte, een prequel op De fluit met zes smurfen uit de reeks Johan en Pirrewiet. Het verhaal werd getekend door Jeroen De Coninck op scenario van Luc Parthoens en Thierry Culliford.

#### Une aventure des Schtroumpfs d'après Peyo
Een hommagereeks in een andere tekenstijl.
1. Qui est ce Schtroumpf ? - door Tébo